# Communauté de communes du Vallon de l'Artolie
La communauté de communes du Vallon de l'Artolie est un ancien établissement public de coopération intercommunale (EPCI) français, situé dans le département de la Gironde et la région Nouvelle-Aquitaine.

## Historique
La communauté de communes a été créée par arrêté préfectoral en date du 29 décembre 1999 sur la base de six communes participantes.
Le 5 novembre 2002, un arrêté préfectoral autorise l'adhésion des communes de Langoiran, Le Tourne et Tabanac à la communauté de communes du Vallon de l'Artolie, ce qui porte à neuf le nombre de communes adhérentes.
Fin 2011, débat sur l'intégration de Targon dans le vallon de l'Artolie, le maire de Langoiran s'étant engagé contre son intégration.[réf. nécessaire]
Le 31 décembre 2016, la communauté de communes disparait à la suite de la mise en place du schéma départemental de coopération intercommunal (SDCI). Capian, Cardan et Villenave-de-Rions rejoignent la communauté de communes du Créonnais, Lestiac-sur-Garonne, Paillet et Rions rejoignent la communauté issue de la fusion de la communauté de communes de Podensac et des Coteaux de Garonne alors que Langoiran, Le Tourne et Tabanac rejoignent la communauté de communes des Portes de l'Entre-Deux-Mers.

## Composition
La communauté de communes du Vallon de l'Artolie était composée des neuf communes suivantes :
| Nom                 | Code Insee | Gentilé       | Superficie (km2) | Population (dernière pop. légale) | Densité (hab./km2) |
| ------------------- | ---------- | ------------- | ---------------- | --------------------------------- | ------------------ |
| Paillet (siège)     | 33311      | Pailletons    | 2,48             | 1 224 (2014)                      | 494                |
| Capian              | 33093      | Capiannais    | 18,23            | 694 (2014)                        | 38                 |
| Cardan              | 33098      | Cardanais     | 4,25             | 477 (2014)                        | 112                |
| Langoiran           | 33226      | Langoirannais | 10,14            | 2 259 (2014)                      | 223                |
| Lestiac-sur-Garonne | 33241      | Lestiacais    | 2,98             | 576 (2014)                        | 193                |
| Le Tourne           | 33534      | Tournais      | 2,53             | 787 (2014)                        | 311                |
| Rions               | 33355      | Rionais       | 10,65            | 1 576 (2014)                      | 148                |
| Tabanac             | 33518      | Tabanacais    | 8,00             | 1 071 (2014)                      | 134                |
| Villenave-de-Rions  | 33549      | Villenavais   | 2,56             | 319 (2014)                        | 125                |

## Démographie
| 2011  | 2012  | 2013  |
| ----- | ----- | ----- |
| 8 941 | 8 987 | 9 006 |

## Administration
L'administration de l'intercommunalité reposait, à compter du renouvellement général des conseils municipaux de mars 2014, sur 28 délégués titulaires, à raison de trois délégués par commune membre, sauf Langoiran qui en dispose de cinq, Rions de quatre et Cardan et Villenave-de-Rions de deux chacune.
| Période                                  | Période | Identité      | Étiquette | Qualité                           |
| ---------------------------------------- | ------- | ------------- | --------- | --------------------------------- |
| Les données manquantes sont à compléter. |         |               |           |                                   |
| 2004                                     | 2016    | Colette Scott | MoDem     | Conseillère municipale de Paillet |

Le président était assisté de neuf vice-présidents depuis le 24 avril 2008 :
- Marie-Claude Agullana, adjointe au maire du Tourne, délégué aux Actions Solidaires et Sociales,
- Jean-Marc Subervie, maire de Villenave-de-Rions, délégué à la Voirie, aux Bâtiments et à l'Accessibilité,
- Jean-François Broustaut, maire de Tabanac, délégué au Sport et à la Vie Associative,
- Jérôme Gauthier, maire de Paillet, délégué à la petite enfance, à l'enfance et à la jeunesse, à l'Urbanisme et à l'Habitat
- Frédéric Lataste, maire de Capian, délégué à l'Administration Générale aux Finances et au Budget,
- Guy Moreno, maire de Lestiac, délégué à l’Aménagement durable de l'Espace Communautaire et l'Environnement,
- Jean-François Boras, maire de Langoiran, et Jean-Claude Bernard, maire de Rions, délégué à l'Économie, l'Emploi, le Tourisme et la Politique
- Denis Reyne, maire de Cardan, délégué à la voirie.

Directrice : Stéphanie Remazeilles

## Compétences
- Développement économique
- Aménagement de l’espace communautaire
- Voirie
- Politique du logement social
- Protection et mise en valeur de l’environnement
- Construction, entretien et fonctionnement des équipements culturels et sportifs
- Développement et soutien d’actions à caractère social